# Amt Kirchhundem
Das Amt Kirchhundem war ein Amt im Kreis Olpe in der Provinz Westfalen und in Nordrhein-Westfalen.

## Geschichte

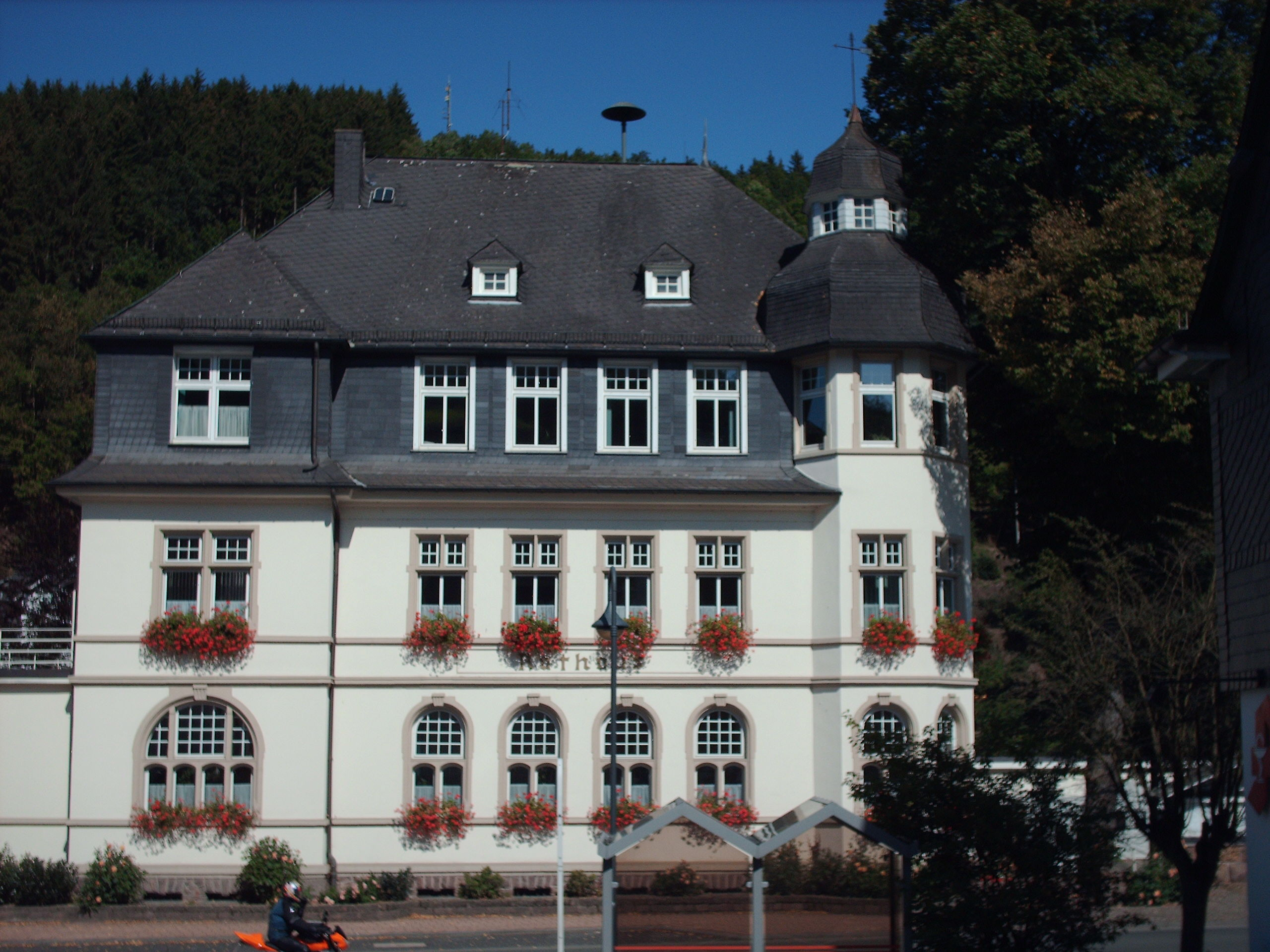
Das ehemalige Amtshaus in Kirchhundem

Das Amt Kirchhundem wurde 1843 aufgrund der Landgemeindeordnung für die preußische Provinz Westfalen vom 31. Oktober 1841 aus der in den 1820er Jahren eingerichteten Bürgermeisterei Kirchhundem gebildet. Es hatte Bestand bis zur kommunalen Neugliederung vom 1. Juli 1969.
Dem Amt Kirchhundem gehörten zeit seines Bestehens die Gemeinden Heinsberg, Kirchhundem, Kohlhagen, Lenne, Oberhundem und Saalhausen an. An der Spitze der Amtsverwaltung stand der Amtmann (später Amtsbürgermeister), der auch die Amtsvertretung leitete. Nach dem Zweiten Weltkrieg erfolgte eine Trennung von Verwaltungsspitze und Vorsitz der Amtsvertretung durch Einführung des Amtsdirektors und Amtsbürgermeisters.
Verwaltungssitz war Kirchhundem und zeitweise das Gut Vasbach bei Kirchhundem. 1905 wurde das Gebäude der Amtsverwaltung fertiggestellt, in dem auch die Amtssparkasse untergebracht war. Das im Jugendstil errichtete und heute unter Denkmalschutz stehende Gebäude ist jetzt Rathaus der Gemeinde Kirchhundem.
Das Amt Kirchhundem wurde zum 1. Juli 1969 durch das Gesetz zur Neugliederung des Landkreises Olpe aufgelöst:
- Der größte Teil von Kirchhundem sowie die Gemeinden Kohlhagen, Heinsberg, Oberhundem kamen zur neuen Gemeinde Kirchhundem.
- Die Gemeinde Saalhausen sowie die im Lennetal liegenden Orte der Gemeinde Kirchhundem kamen zur neuen Stadt Lennestadt.
- Die Gemeinde Lenne blieb zunächst amtsfrei und bildete noch bis 1975 eine Verwaltungsgemeinschaft mit der Gemeinde Kirchhundem. Durch das Sauerland/Paderborn-Gesetz wurde sie am 1. Januar 1975 aufgelöst und zwischen Lennestadt und der Stadt Schmallenberg (Hochsauerlandkreis) aufgeteilt.

## Einwohnerentwicklung
| Jahr | Einwohner | Quelle |
| ---- | --------- | ------ |
| 1839 | 6.292     | [ 3 ]  |
| 1871 | 7.084     | [ 4 ]  |
| 1885 | 8.328     | [ 5 ]  |
| 1895 | 8.474     | [ 6 ]  |
| 1910 | 10.606    | [ 7 ]  |
| 1933 | 13.070    | [ 8 ]  |
| 1939 | 13.109    | [ 8 ]  |
| 1950 | 16.565    | [ 9 ]  |
| 1961 | 16.607    | [ 10 ] |

## Amtmänner, Amtsbürgermeister und Amtsdirektoren
| 1843–1851 | Adam Engelbert Sommer (kommissarisch)         |
| 1851–1858 | Carl Haverkamp                                |
| 1858–1872 | Engelbert Brüning                             |
| 1872–1902 | Friedrich Brüning                             |
| 1902–1912 | Clemens Statzner                              |
| 1912–1931 | Wilhelm Henken                                |
| 1931–1934 | Adolf Marx                                    |
| 1934–1942 | Siegfried Hucke (1942 zum Wehrdienst einber.) |
| 1942–1943 | Wurm (Wenden) kommissarisch                   |
| 1943–1945 | Fritz Contzen (Attendorn) kommissarisch       |
| 1945      | Josef Schmidt                                 |
| 1945–1947 | Adolf Marx                                    |
| 1947–1961 | Ernst Großheim                                |
| 1961–1969 | Franz-Josef Hackmann                          |